# Bless you (松田聖子の曲)
「bless you」（ブレス・ユー）は、2006年4月26日にSony Recordsからリリースされた松田聖子の66枚目のシングル。

## 解説
作詞・作曲の上原純は娘・神田沙也加のペンネーム。
同名アルバム『bless you』が2006年5月31日に発売された。アルバムでは、唯一他者による作詞である。
セミダブル紙ジャケット仕様＆スーパーピクチャーCDレーベル仕様に、3面ミニポスターが封入された初回仕様と通常仕様の2形態がリリースされているが、通常仕様はほぼ出荷されなかったため市場に出回ることがなく、極めてレアなコレクターズ・アイテムとなっている。

## 収録曲
全編曲:小倉良
1. bless you
  - 作詞・作曲:上原純
2. ふたつの心達
  - 作詞:Seiko Matsuda／作曲:小倉良
3. bless you（Backing Track）
4. ふたつの心達（Backing Track）

## 関連作品
- bless you
  - bless you
  - Premium Diamond Bible
  - Diamond Bible
  - SEIKO STORY〜90s-00s HITS COLLECTION〜